# Osiris maurus
Osiris maurus là một loài Hymenoptera trong họ Apidae. Loài này được Shanks mô tả khoa học năm 1986.